# Kínai buddhista kánon
A kínai buddhista kánon (大藏經 Dàcsàngcsīng) (japán: 大蔵経 Daizōkyō, koreai: 대장경 Daejanggyeong, vietnámi: Đại tạng kinh) azon buddhista irodalmak összessége, amelyeket a Kínában, Japánban, Koreában és Vietnámban kanonikusnak tekintenek. A kánon hagyományos elnevezése Dàcsàngcsīng (大藏經), amely jelentése "a szúrák nagy kincse".

## Tartalma
A kínai buddhista kánon tartalmazza az ágamákat, a vinaját és a korai buddhista iskolák abhidharma szövegeit. Ezen felül ide tartoznak még a mahájána szútrák és egyéb ezoterikus buddhista szövegek.

## Változatok
Kelet-Ázsiában a kánonnak sokféle változata létezik és létezett a múltban is. Egy korai változata a 7. századi Fangsan kőszútrák (房山石經).A korai Lung-tripitaka (龍藏), Dzsiahszing-tripitaka (嘉興藏) és a Csaocseng Csin-tripitaka a mai napig fennmaradt nyomtatott formában. A Tripitaka Koreana és a Csenlong-tripitaka fatáblákba vésett szövegek gyűjteményei. A Tripitaka Koreana vagy más néven Palman Daejanggyeong szövegeit 1236. és 1251. között, a koreai Korjo dinasztia idején vésték 81 340 fatáblára. A táblákon szereplő 52 382 960 karakter közül egyetlen ismert íráshibát sem ismernek. A gyűjteményt a dél-koreai Heinsza templomban őrzik.
A kánon egyik leggyakrabban használt változata a Taisó Sinsú Daidzsókjó (Taishō Tripiṭaka, 大正新脩大藏經). A mű a Taisó-kor után kapta nevét, a modern szabványosított kiadást Tokióban adták ki 1924-1934 között. Ez az egyetlen írásjelekkel ellátott tripitaka. A mű száz kötetet tartalmaz.
A Dzsokudzsokjo (Hszucsangcsing) (卍續藏) verziót - amely a kánon egy másik változatának a kiegészítő írása - gyakran kiegészítőként használják olyan buddhista szövegek mellé, amelyek nem tartoznak a Taisó Tripitakába. A Dzsiahszing Tripitakát a Ming- és a Csing-dinasztia buddhista szövegeinek kiegészítéseként használják, amikhez további kiegészítőket írt egy bizonyos Dacsangcsing Bu Bian (大藏經補編) 1986-ban.
A Tripitaka Szinicsában szereplő kínai kéziratok (中華大藏經–漢文部份 Zhonghua Dazangjing: Hanwen bufen) a kanonikus szövegek új változatait jelentik, amelynek 107 kötetét 1983. és 1997. között adott ki a Csonghua könyv cég Pekingben. Ezekben régi buddhista szövegek fényképei és számos újonnan felfedezett írás található.

## Nyelvek
A szövegek nagy része klasszikus kínai nyelven íródott. A Mi Tripitaka (蕃大藏經) a tangut nyelvű kánon. Eric Grinstead kiadott egy tangut nyelvű gyűjteményt 1971-ben, Új Delhiben A Tangut Tripitaka címmel. A Taisó kiadás tartalmaz klasszikus japán nyelvű munkákat. A Tripitaka Szinicsa tibeti nyelvű részeket is tartalmaz.

## Minták

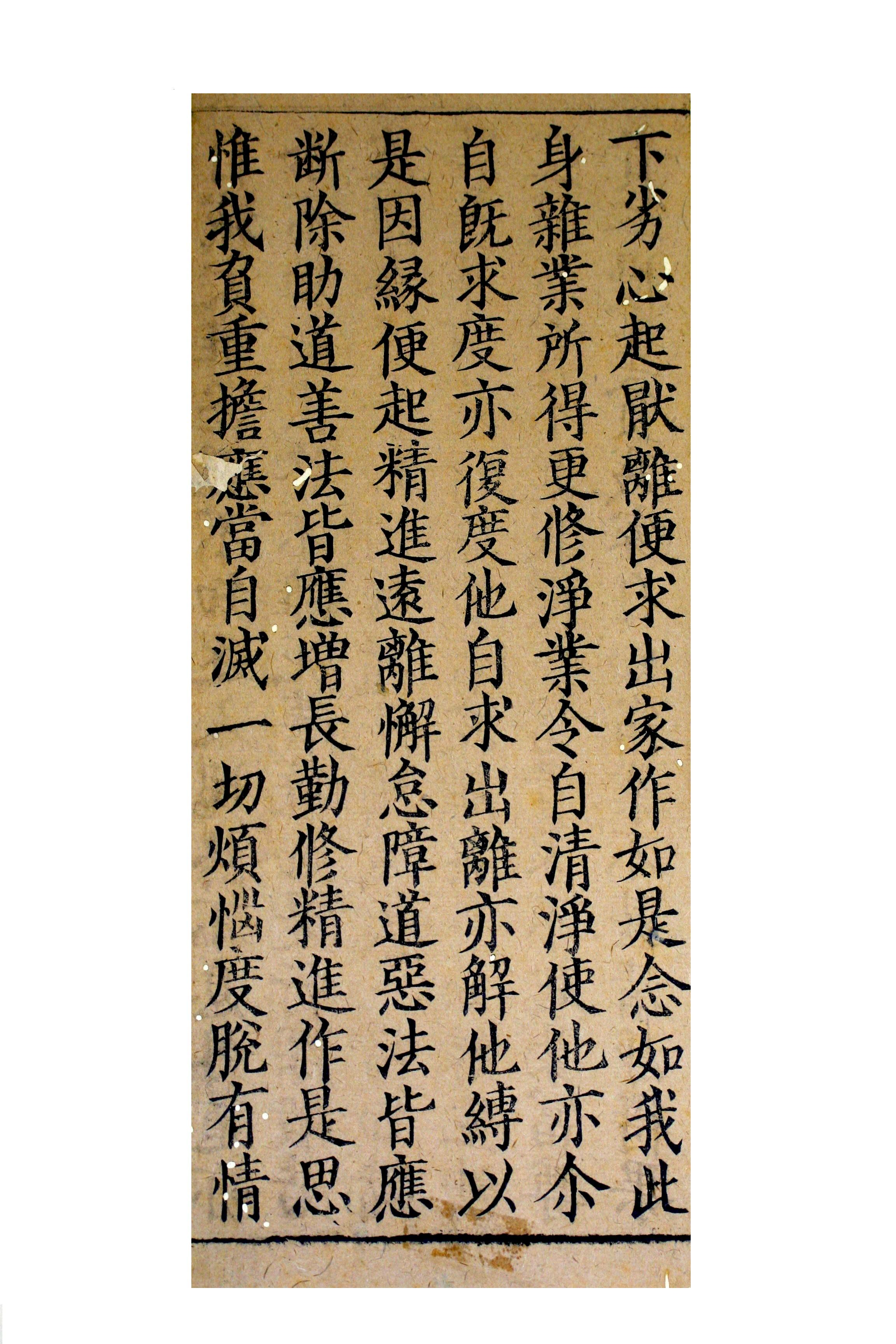
Szung-dinasztia kori kínai szútra oldalának nyomtatása
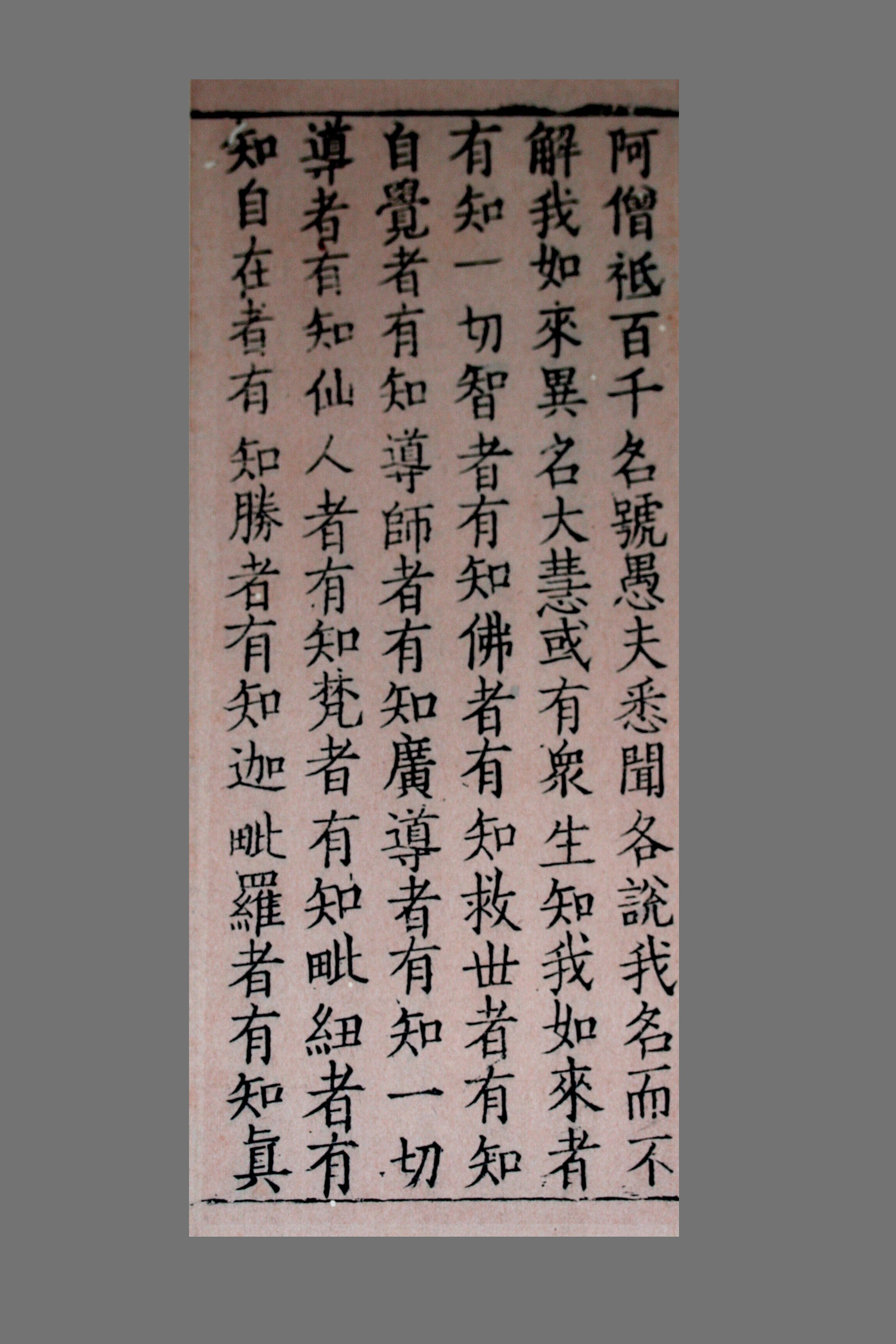
A Tripitaka Koreana szútra oldalának nyomtatása
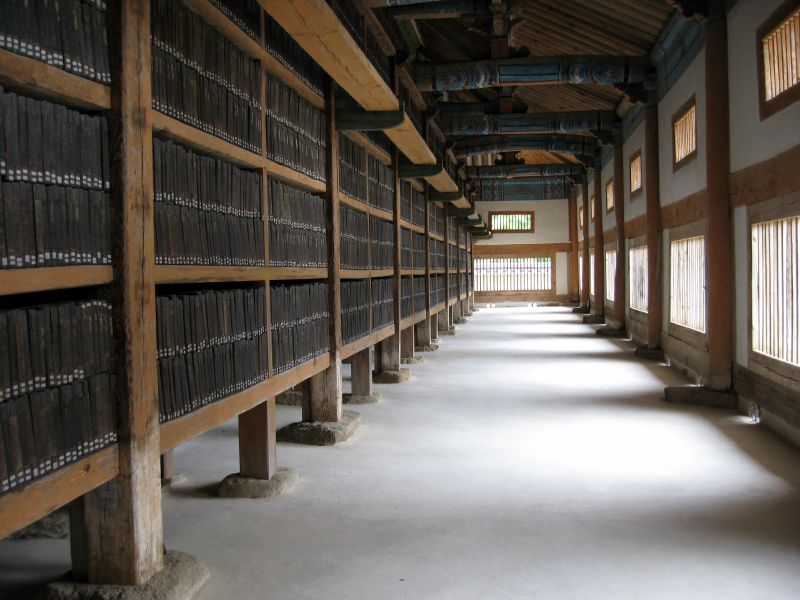
A Tripitaka Koreana, a kínai buddhista kánon korai kiadása

## Külső hivatkozások
- A kínai kánon (Bevezető)
- WWW Kínai buddhista szövegek adatbázisa
- Kínai buddhista kánon - elektromos szöveggyűjtemény, Taipei kiadás
- Taisó Tripiṭaka, SAT
- Kelet-ázsiai buddhista tanulmányok Archiválva 2011. július 11-i dátummal a Wayback Machine-ben
- Digitális adatbázis - Buddhista Tripitaka katalógus
- fordítások bibliográfiája - a kínai buddhista kánonból nyugati nyelvekre
- egyéb forrás: CBETA
- Buddhista írások sokféle nyelven